# Духув
Духув (пол. Duchów) — село в Польщі, у гміні Добре Мінського повіту Мазовецького воєводства.
Населення — 59 осіб (2011).

## Демографія
Демографічна структура станом на 31 березня 2011 року:
|          | Загалом | Допрацездатний вік | Працездатний вік | Постпрацездатний вік |
| -------- | ------- | ------------------ | ---------------- | -------------------- |
| Чоловіки | 31      | 7                  | 22               | 2                    |
| Жінки    | 28      | 7                  | 18               | 3                    |
| Разом    | 59      | 14                 | 40               | 5                    |